# Râul Turia, Ucraina
Turia (în ucraineană Турія, transliterat: Turiia) este un râu în Ucraina. Izvorăște din Podișul Volânic și se varsă în Pripeat. Are o lungime de 184 km și un bazin hidrografic ce se extinde pe 2.900 kmp. Trece prin Turiisk și Kovel.